# Rotundella
Rotundella, monotipski rod zelenih algi smješten u vlastitu porodicu Rotundellaceae, dio reda Sphaeropleales. Jedina vrsta je terestrijalna R. rotunda.